# Miltiadis (Vorname)
Miltiadis ist ein männlicher Vorname.

## Herkunft und Bedeutung
Der Name Miltiadis (griechisch: Μιλτιάδης) kommt vom altgriechischen Wort μιλτος (miltos), was so viel wie "rote Erde" bedeutet.

## Verbreitung
Der Name Miltiadis ist überwiegend im griechischen Raum verbreitet.

## Varianten
- Miltiades
- Miltos

## Namenstag
- 10. Januar: Papst Miltiades, katholisch
- 10. April: Papst Miltiades, orthodox

## Namensträger
- Miltiades Caridis (1923–1998), deutsch-griechischer Dirigent
- Miltiadis Evert (1939–2011), griechischer Politiker
- Miltiadis Gouskos (1877–1903), griechischer Leichtathlet
- Miltiadis Iatrou, griechischer Radsportler
- Miltiades Manno (1879–1935), ungarischer Künstler und Sportler
- Miltiadis Varvitsiotis (* 1969), griechischer Politiker

Weitere Namensträger siehe unter Miltiades.

## Einzelnachweis
1. ↑  Mike Campbell: Meaning, origin and history of the name Miltiades. Abgerufen am 28. Februar 2019.